# Gustav Leithäuser (Lehrer)
Gustav Adolf Leithäuser (* 9. Dezember 1851 in Elberfeld; † 18. März 1930 in Hamburg) war ein deutscher Lehrer.

## Leben
Gustav Leithäuser, Sohn des Bäckermeisters Ludwig Leithäuser und dessen Ehefrau Bertha geb. Kreutershahn, besuchte das Gymnasium in Elberfeld und studierte anschließend an der Universität Göttingen. 1873 legte er das Staatsexamen für das höhere Lehramt ab und wurde zunächst Probekandidat und wissenschaftlicher Hilfslehrer am Gymnasium in Elberfeld. Während der Ableistung seines Militärdienstes in Berlin erstellte er im Auftrag des Kronprinzen ein heute noch verwendetes Verzeichnis aller Schriften des preußischen Königs Friedrich II. 1875 wurde er Gymnasialprofessor an der Gelehrtenschule des Johanneums in Hamburg.
Sein Sohn war der gleichnamige Hochfrequenztechniker Gustav Leithäuser (1881–1969).

## Veröffentlichungen
- Der Abfall Mytilene’s von Athen. Symbolae criticae. Elberfeld 1874.
- Verzeichniss sämmtlicher Ausgaben und Uebersetzungen der Werke Friedrichs des Grossen, König von Preussen. In: Miscellaneen zur Geschichte König Friedrichs des Grossen. Berlin 1878, S. V–X, 1–109 (Digitalisat)
  - Neuausgabe mit einem Vorwort neu hrsg. von Gerhard Knoll. Wenner, Osnabrück 2001, ISBN 3-87898-374-3.
- Friedrich Matz. In: Allgemeine Deutsche Biographie (ADB). Band 20, Duncker & Humblot, Leipzig 1884, S. 682 f.
- Hans Holbein der Jüngere in seinem Verhältnis zur Antike und zum Humanismus. Hamburg 1886 (Digitalisat).
- Die Gemälde-Sammlung Hudtwalcker-Wesselhoeft. Hamburger Kunsthalle, Hamburg 1889.
- Der Gigantenfries von Pergamon und die Lakoongruppe. In: Philologorum Nestori Hermanno Sauppe Gottingensi die IX. Dec. MDCCCLXXXIX natalem octogesimum celebranti congratulantur Iohannei Hamburgensis rector et collegae. Hamburg 1889, S. 13–37.